# غلا (مجلة)
غلا هي مجلة أسبوعية ناطقة باللغة الفرنسية، متخصصة في المشاهير والنساء تصدر في باريس، بفرنسا. وتتوفر للمجلة أيضًا إصدارات دولية بمختلف اللغات.
في 21 تشرين الثاني 2023، بِيعت المجلة إلى مجموعة فيجارو كجزء من جهود فيفندي للحصول على موافقة المفوضية الأوروبية لشراء حصة مسيطرة في مجموعة لاجاردير.

## التاريخ والملف الشخصي
نُشرت غلا لأول مرة في عام 1993. تنشر مجموعة فيجارو المجلة على أساس أسبوعي. المقر الرئيس للمجلة الأسبوعية هو في باريس. رئيس التحرير هو جولييت سيرفاتي. تقدم المجلة أخبارًا عن شخصيات مهمة في مجال الترفيه والموضة والمجتمع وتستهدف النساء.
بلغت توزيعات مجلة غلا 264000 نسخة في فرنسا في عام 2010. وفي الفترة 2013-2014 بلغ توزيع المجلة 234,175 نسخة.
اعتبارًا من كانون الثاني 2021، نُشرَت مجلة غلا في أربع دول: فرنسا وألمانيا وبولندا وروسيا، وعلى مر السنين أصدرَت طبعات خاصة من المجلة: غلا الرجال وغلا الأسلوب وغلا الأعراس. تأسست النسخة الألمانية من المجلة في عام 1994 ونُشرَت أسبوعيًا. في بولندا، نُشرت مجلة غلا لأول مرة في عام 2001 وتوقف نشرها بعد 20 عامًا في آب 2021. وتشمل الإصدارات الأخرى المتوقفة من المجلة: الكويت، ولبنان، وليتوانيا، وسوريا.

## الجوائز
تنظم النسخة البولندية من غلا حفل توزيع جوائز سنوي يسمى "زهور غلا" (بالبولندية: Gala's Roses) منذ عام 2003.

## روابط خارجية
- الموقع الرسمي